# Монастырь Старо-Хопово
Монастырь Старо-Хопово (серб. Манастир Старо Хопово, также именуется «старый монастырь», серб. стари манастир) — недействующий монастырь Сремской епархии Сербской православной церкви, один из монастырей Фрушской Горы. Располагается в автономном крае Воеводина на небольшом изолированном плато к востоку от Монастыря Ново-Хопово.
Является памятником культуры Сербии исключительного значения.

## История
Согласно традиции, монастырь был основан деспотом Джордже Бранковичем в конце XV века (1496—1502 гг.), а первое упоминание о монастыре относится к 1545—1546 годам. Впрочем, предание говорит об это довольно нечётко, поэтому и сегодня этот вопрос остается открытым. Оба одноименных монастыря, Старо-Хопово и Ново-Хопово имели почти одинаковую историю. Монастыри были построены одним и тем же ктитором Георгием Бранковичем (в монашестве Максимом), а монастырские церкви долгое время были посвящены одном святому. Оба монастыря находятся на одной земле и пользовались одинаковыми привилегиями. При том, что Старо-Хопово всегда был меньшим и более бедным монастырём — его ещё называли «манастирчић».
Первоначальная деревянная церковь с черепичной крышей, посвящённая святому Николаю, которую, как полагают, и построил деспот Джордже Бранкович, не сохранилась. Она была полностью разрушена во время землетрясения 1751 года.
Вместо старой деревянной церкви уже в 1752 году была построена каменная выросла новая каменная, посвященная святому Пантелеимону. Новопостроенная церковь вымощена кирпичом и покрыта дубовой дранкой. Это было во времена заслуженного архимандрита Кира Захария Миливоевича из Хопова, многолетнего игумена. Он изменил святого покровителя нового храма, чтобы отличить его от Ново-Хопова, и взял Пантелеймона в качестве покровителя храма - своего «заветного защитника».
В описании фрушскогорских монастырей 1753 года Старое Хопово упоминается как метох (подворье) монастыря Новое Хопово. В это время церковь была не расписана, а просто окрашена в белый цвет, иконостаса также не было. Однонефная церковь с куполом была богато украшена резным иконостасом и расписана с 1793 по 1800 год иришским художником Ефремом Исайловичем.
Во время Второй мировой войны иконостас был разграблен и демонтирован, а монастырские кельи разрушены. В настоящее время идёт реконструкция монастыря.